# 大岡村 (長野県)
大岡村（おおおかむら）は、かつて長野県更級郡にあった村。合併により、現在は長野市大岡地区になっている。

## 地理
長野市、松本市、上田市を結ぶ三角形のほぼ中央に位置する。

### 隣接していた自治体
- 長野市
- 千曲市
- 上水内郡 信州新町
- 東筑摩郡 麻績村、坂北村
- 北安曇郡 八坂村

## 歴史
- 幕末の時点では、後の本村域に宮平村・梶平村・町田村・下大岡村・平村・桐沢村・長瀬村・川口村・栗尾村（上栗尾村・下栗尾村）・根越村・笹久村・石津村・泥平村・覆盆沢村・中挟村・門増村・代村・南小松尾村・越中川村・佃見村・白井沢村・和平村・ 𣗄木（くぬき）村・萱苅場村・仏風村・女蔵里村・大田和村・雨池村・慶師村・花見村（外花見村・内花見村）・萩野窪村・宮野脇村・八重堀村・椛内村・芦野尻村・北小松尾村・高市場村・浅苅新田・祖師新田が存在したが、郷帳類では大岡村1村として扱われた。
- 1872年（明治5年） - 大岡村が分割され、宮平村（宮平組に属した宮平村・上栗尾村・下栗尾村・雨池村・慶師村・外花見村・内花見村・萩野窪村・宮野脇村・八重堀村・椛内村・芦野尻村・北小松尾村・高市場村・浅苅新田・祖師新田の区域）・根越村（根越組に属した根越村・笹久村・石津村・泥平村・覆盆沢村・中挟村・門増村・代村・南小松尾村・越中川村・佃見村・白井沢村の区域）・和平村（和平組に属した梶平村・町田村・下大岡村・平村・桐沢村・長瀬村・和平村・ 𣗄木（くぬき）村・萱苅場村・仏風村・女蔵里村・大田和村の区域）・川口村の4村となる。
- 1875年（明治8年） - 宮平村・根越村・和平村・川口村および小聖新田の一部（日影組）が合併して大岡村となる。
- 1889年（明治22年）4月1日 - 町村制の施行により、大岡村が単独で自治体を形成。
- 1956年（昭和31年）9月30日 - 牧郷村の一部（中牧・弘崎の各一部）を編入。
  - 牧郷村の残部（牧田中・牧野島・下市場・竹房および中牧・弘崎の各一部）は上水内郡信州新町に編入。
- 2005年（平成17年）1月1日 - 長野市に編入。同日大岡村廃止。

## 地域

### 教育
- 大岡村立大岡小中学校（現在は長野市立）

## 交通

### バス
- 大岡村営バス

### 道路

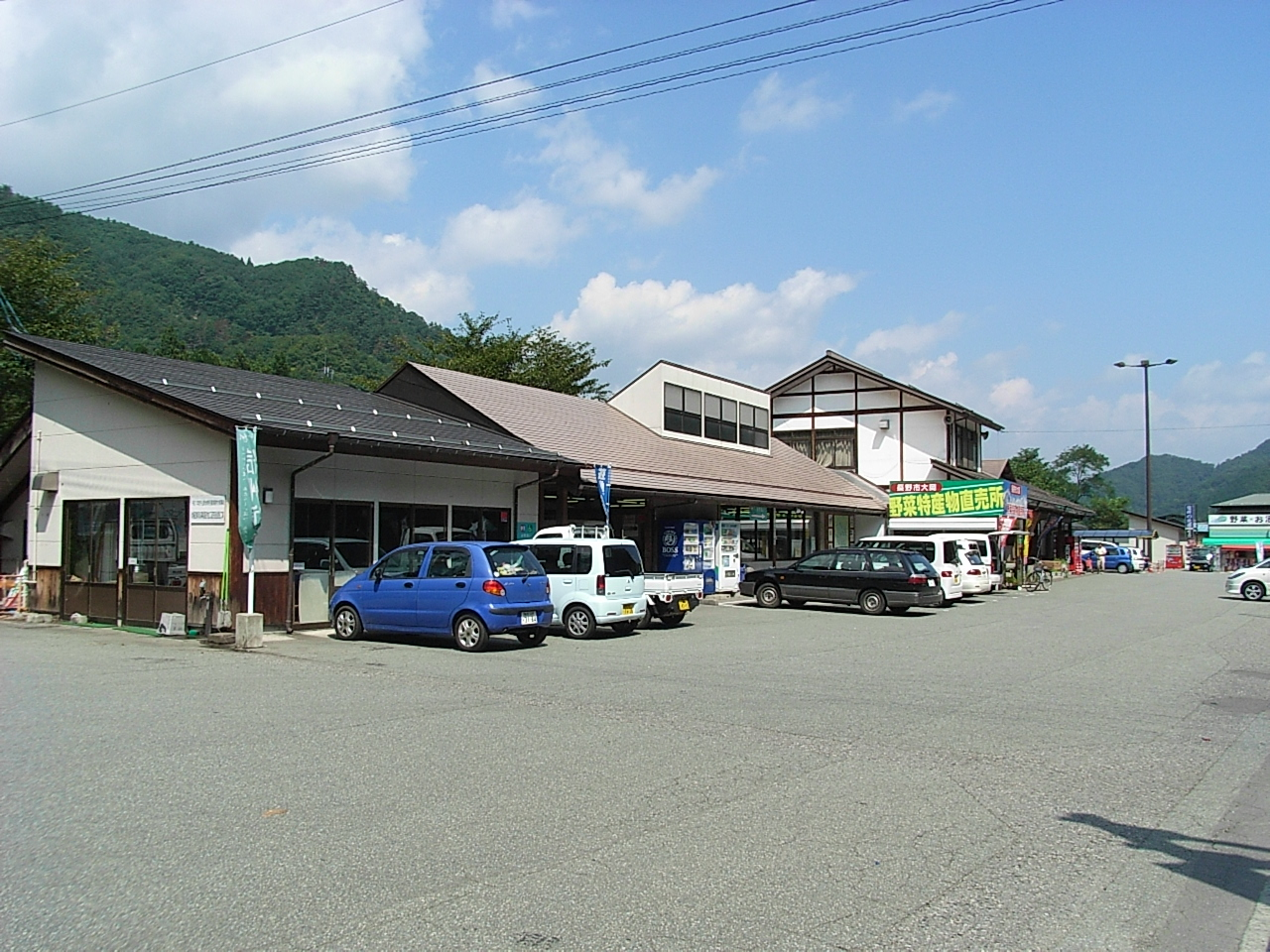
道の駅長野市大岡特産センター

- 一般国道
  - 国道19号
- 都道府県道
  - 長野県道12号丸子信州新線
  - 長野県道395号川口田野口篠ノ井線
  - 長野県道394号川口大町線
- 道の駅
  - 大岡村特産センター

## 名所・旧跡・観光スポット・祭事・催事
- 聖山
- アルプス展望公園
- 大岡温泉 - 日帰り入浴施設
- 芦ノ尻の道祖神祭り - 長野県無形民俗文化財